# およよん NEWS&TALK
およよん NEWS&TALK（およよん ニュースアンドトーク）とは、日テレNEWS24の制作により、日テレNEWS24（CS放送）ほかで月に1度放送されていたニュース・トーク番組である。全26回。

## 放送日・放送時間
- 毎月第1土曜 4時30分 - 5時00分
- 再放送 同日7時30分 - 8時00分（日テレNEWS24のみ）

| 放送回 | 放送日         | 放送時刻          | 備考                                                          |
| ------ | -------------- | ----------------- | ------------------------------------------------------------- |
| 第1回  | 2008年2月2日   | 4時00分 - 4時30分 | 放送時刻変更                                                  |
| 第2回  | 2008年3月1日   | 4時30分 - 5時00分 |                                                               |
| 第3回  | 2008年4月12日  | 4時30分 - 5時00分 | 放送日変更                                                    |
| 第4回  | 2008年5月3日   | 4時30分 - 5時00分 |                                                               |
| 第5回  | 2008年6月7日   | 4時30分 - 5時00分 |                                                               |
| 第6回  | 2008年7月12日  | 4時30分 - 5時00分 | 放送日変更                                                    |
| 第7回  | 2008年8月16日  | 4時00分 - 5時00分 | 夏休みスペシャル 放送日変更                                   |
| 第8回  | 2008年9月13日  | 4時30分 - 5時00分 | 放送日変更                                                    |
| 第9回  | 2008年10月4日  | 4時30分 - 5時00分 |                                                               |
| 第10回 | 2008年11月22日 | 4時30分 - 5時00分 | [ 5 ]                                                         |
| 第11回 | 2008年12月27日 | 4時00分 - 5時00分 | 年末1時間SP                                                   |
| 第12回 | 2009年1月10日  | 4時30分 - 5時00分 | [ 6 ]                                                         |
| 第13回 | 2009年2月14日  | 4時30分 - 5時00分 |                                                               |
| 第14回 | 2009年3月7日   | 4時30分 - 5時00分 |                                                               |
| 第15回 | 2009年4月11日  | 4時00分 - 4時30分 | 放送時刻変更                                                  |
| 第16回 | 2009年5月2日   | 4時00分 - 4時30分 |                                                               |
| 第17回 | 2009年6月13日  | 4時30分 - 5時00分 |                                                               |
| 第18回 | 2009年7月4日   | 4時30分 - 5時00分 |                                                               |
| 第19回 | 2009年8月8日   | 4時00分 - 5時00分 | 夏休み1時間SP                                                 |
| 第20回 | 2009年9月5日   | 4時30分 - 5時00分 |                                                               |
| 第21回 | 2009年10月10日 | 4時30分 - 5時00分 |                                                               |
| 第22回 | 2009年11月7日  | 4時30分 - 5時00分 | スカパーe2と一部地上波のみ 再放送時間帯は通常通り放送される。 |
| 第23回 | 2009年12月20日 | 4時30分 - 5時30分 | 年末SP ※第3日曜日に放送                                       |
| 第24回 | 2010年1月23日  | 4時30分 - 5時00分 | 放送日変更                                                    |
| 第25回 | 2010年2月13日  | 4時30分 - 5時00分 |                                                               |
| 第26回 | 2010年3月6日   | 4時30分 - 5時00分 | 最終回                                                        |

## 出演者
- 吉田豪 （書評家、コラムニスト)
- 丸岡いずみ （日本テレビ報道局キャスター）
- 木下くん （AD、『おとりよせ』コーナーでほぼ例外なく映る） - 第21回 -

### 準レギュラー
- 小橋建太 （プロレスリング・ノア） - 第7回・第11回・第19回
  - 「街頭プロレス」の直後にもかかわらず、丸岡がファンということでVTR出演。第11回では生出演。番組内の企画、自身が選ぶ今年の漢字は、「忍」としていた。
  - 第19回をもって「公認およよん準レギュラー」となった。

### ゲスト
- 桝太一 （日本テレビアナウンサー） - 第5回・第7回
  - 座る場所が取れなかったことから、第5回前半はスタジオ裏にある報道局のデスクから中継出演。第7回で「およよんファミリー」と認定される。
- 高尾さん （カブトムシ） - 第7回・第8回
  - 本来は中川君が高尾山で捕る予定だったが挫折し、銀座で購入。980円。
  - 第11回に訃報が伝えられた。カブトムシとしては長生きをしたため、専門家も交えて様々な角度からその長寿の理由が検証された。
- 小林ゆり子 （出演当時はテレビ岩手アナウンサー） - 第7回 
  - 自らのページでファンを公言している。奇遇にも当日は前半のみ地元でも放送された。
- 近野宏明 （日本テレビ報道局キャスター） - 第7回
  - 丸岡の同僚。自らのメイン番組では取り上げにくい話題を扱っていた。
- ダベア （日本テレビマスコットキャラクター） - 第18回
  - 中川くんの下で新人AD研修という設定。「いかのおすし」を説明する手書きフリップを持って登場。その後のトークにおいて、第17回放送時に丸岡が描いたダベアの絵に対する感想を求められた際、人差し指を立て左右に振る（似ていないを表す）ジェスチャーをした。また番組開始～出演直前と出演終了～番組終了の間、吉田豪越しの背景に映り続けていた。
- 中田有紀 （フリーアナウンサー） - 第19回
  - 中田のイメージが「清楚だが内に秘めたスパイスがピリリ」ということから、ゆず胡椒の効いたスペシャルドリンクを振舞われた。また、アンケートクイズ「板橋の子供に聞いた　こんな大人にはなりたくない」では唯一の正解者となり、番組Tシャツを獲得した。
- 森麻季 （日本テレビアナウンサー） - 第19回
  - スペシャルドリンクのイメージは「元気ハツラツ★3つ」。味見をした吉田と丸岡は若々しい味（中田のドリンクに比べ）と評していた。また、中川くんが日本テレビ報道フロアで育てた野菜（レタスとキュウリ）を試食するも味については丸岡同様に酷評だった。
- 佐藤圭一 （日本テレビ報道局政治部デスク） - 第20回
  - 第20回の放送は、第45回衆議院議員総選挙の結果を受けた「選挙スペシャル」として放送。通常のニュースでは取り扱わない「選挙のトリビア」や「番記者と国会議員(大臣)の距離感」について、佐藤自身のエピソードを交えて解説した。
- 青木篤志 （プロレスリング・ノア） - 第22回・第26回
  - 第19回で小橋から依頼された企画「青木選手の技の名前を考えよう！」のため生出演。木下くんを肩に担ぎ、乱入という形での登場だった。新技名は吉田、丸岡、宮根誠司らが挙げた三案の中から丸岡の「スパイラルポセイドン」に決定した。次点は吉田考案の「ミラクル38」でこちらは保留中とのこと。
- 宮根誠司（フリーアナウンサー） - 第23回
  - 『情報ライブ ミヤネ屋』にてニュースコーナー担当の丸岡と共演している宮根本人たっての希望での出演。宮根、吉田、丸岡がそれぞれ「今年の重大ニュースベスト3」を発表。

### 過去の出演者
- 中川くん （AD） - 第1回 - 第20回
  - 第21回の放送で「中川辞任」として降板の経緯を紹介。その際に中川くんが丸岡へ託した最後のメッセージが読まれた[11]。

## 概要
2008年（平成20年）2月2日スタート。日テレNEWS24のホームページに掲載されている、ニュースアーカイブ を使い、1カ月のニュースの中から、出演者、視聴者からのメールで気になったニュースを振り返っていく。アーカイブに動画ニュースが保存されているものは、動画もあわせて紹介するが、基本的には出演者2人のトークを中心とした、ラジオ感覚の番組である。
放送前日夜に収録されており、質問などのメールは放送前日昼までに送ってくださいという旨のメッセージが公式HPに掲載されている。

### コーナー
正式な名称はなく、すべて番組中の「流れ」で行われる。
お絵かき
吉田・丸岡が番組中に取り上げたニュースに関連する絵（川内康範、パンダなど）を書き上げ披露。この際、小型CCDカメラで互いを撮影することが恒例となる。吉田の安定した画力に対し、丸岡は毎回個性的な作品を発表することから「画伯」と呼ばれていた。
第5回はゲストの桝も中継で参加し、「せんとくん」「丸岡さん」を披露。
第19回に丸岡が描いた「牛」のインパクトが強烈だったことから、これを立体化した「忍（しのぶ）」というおよよんNEWキャラクターが誕生した。忍の名前は小橋の今年の漢字（第11回）から命名されている。
お取り寄せ
AD木下くん厳選のおやつを試食。すべて当人の在住する葛飾区内より選定。これも同様にCCDカメラが（主に丸岡側に）使われる。
番組を通してモダンジャズやラテンジャズの楽曲がBGMとして使用されているが、このコーナーに限っては「葛飾区歌」がBGMとして使用される。
第1回 - 第20回は、AD中川くん厳選のおやつを試食。すべて当人の地元である板橋区内より選定。中川くんが板橋区役所で独自に購入したと言う「板橋音頭」がBGMとして使用されていた。
第6回では珍しく「お惣菜」としてサバの味噌煮を紹介した。
バレンタインデー企画（第13回）
第13回の放送日がバレンタインデーであったことから、大のうどん好きである丸岡自身が麺を打ち、出汁をとった「丸岡うどん」が吉田に振舞われた。食後に吉田は「つゆは美味しいが麺に全く腰が無い」と感想を述べているが、これは丸岡が多忙により麺踏みの工程を殆ど行わなかったためである。
およよんのうた（第19回）
およよん公式ソング。曲と歌詞は一般公募で、ボーカルは吉田と丸岡、バックにはフラダンスチームという編成。丸岡の公の場での歌声披露はオモシロガールズ以来だった。
メッセージ紹介（第26回）
最終回に際し、これまでにゲスト出演した、桝太一・近野宏明・宮根誠司・小橋建太らから寄せられたメッセージが紹介され、最後は中川くんからのメッセージで締め括られた。

## CS以外でのネット局
- ネットされる全局はフィラー扱いのため、放送局によって時間が変更（放送途中からの飛び乗り、放送途中での飛び降り）となる場合があった。なお、NEWS24フィラー放送実施の札幌テレビ、テレビ金沢、広島テレビ、およびフィラーを実施しない局（福島中央テレビ・長崎国際テレビなど）はネットされなかった。
- BS日テレはNEWS24の放送が3時30分 - 4時30分で固定されており、この時間帯に放送されている場合のみ視聴することが可能だった。